# カマキリ
カマキリ（蟷螂、鎌切、英名：mantis）は、昆虫綱カマキリ目（蟷螂目、学名：Mantodea）に分類される昆虫の総称。前脚が鎌状に変化し、他の昆虫などの小動物を捕食する肉食性の昆虫である。漢字表記は螳螂、蟷螂（とうろう）、鎌切。
名前の由来は、「鎌切」という表記があることからわかるように、「鎌で切る」から「鎌切り」となったという説と、「カマキリ」は、「鎌をつけたキリギリス」の意味であって、「キリ」はヤブキリ、クサキリ、ササキリなどのキリギリスの仲間の名に含まれる「キリ」と同じであるという説がある。

## 概要
分類法によっては、ゴキブリやシロアリなどとともに網翅目（もうしもく、Dictyoptera）とすることもある（そのとき、カマキリ類はカマキリ亜目になる）。かつてはバッタやキリギリスなどと同じバッタ目（直翅目、Orthoptera）に分類することもあったが、現在ではこれらとはそれほど近縁でないとされている。カマキリに似たカマキリモドキという昆虫がいるが、全く別の系統であるアミメカゲロウ目（脈翅目）に分類される。また、カマキリに似た前脚をもつミズカマキリも、全く別の系統であるカメムシ目（半翅目）に属す。ほかにもハエ目に属するミナミカマバエ、カマキリバエも、カマキリに似た前脚をもち他の昆虫を捕食している。これらは収斂進化の例とされている。
全世界で2,000種前後といわれるが、研究者によって1,800-4,000種の開きがある。特に熱帯、亜熱帯地方に種類数が多い。
ゴキブリ目とカマキリ目の分岐は、約2億6000万年前とされる。

## 特徴
体は前後に細長い。6本の脚のうち、前脚（前肢）は先端を除く大半が鎌状（亜鋏状）に変化し、多数の棘がある。頭部は逆三角形であり、2つの複眼と大顎が発達する。前胸は長く、頭部と前胸の境目は柔らかいので、頭部だけを広角に動かすことができる。触角は毛髪状で細長く、中脚と後脚も細長い。偏光を識別できる。
成虫には細長い前翅と扇形に広がる後翅があるが、多くのカマキリは飛行が苦手であり、短距離を直線的に飛ぶのが精一杯である。翅を扇状に広げて威嚇に使うことが多い。地上性のカマキリには翅が退化したものもいて、これらは飛ぶことができない。オス（雄）は身体が細身で体重が軽い。また、オスのオオカマキリなどはほとんどが褐色型(茶色)で緑色型(緑色)のオスはとてもめずらしいとされている。なお、ハラビロカマキリは雌雄ともに緑色型が一般的である。
オスのカマキリは飛翔性が高く、よく飛んで移動する。しかし、メス（雌）はオスよりも太目であって身体が頑強で重いので、オスのような飛翔行動をすることはなく、翅はもっぱら威嚇のために使用される。
カマキリの体腔内に寄生する寄生虫としてハリガネムシが知られる。充分成長したハリガネムシは寄生主を水辺へと誘導し、水を感知すると産卵のために体内から脱出する。誘導には偏光を識別できる視覚を利用している。そのため、カマキリの成虫を水で濡らすとハリガネムシが体をくねらせて姿を現すことがある。ハリガネムシが脱出したカマキリは急激に衰弱し、死ぬこともある。草上に棲むオオカマキリにはあまり見られないが、樹上に棲むハラビロカマキリやヒメカマキリの成虫にはハリガネムシの寄生がよく見られる。

### 目
2つの複眼と3つの単眼を持つ。
立体視を持つ。ただし、これは動いているものに限定して作用するもので、人間が見ているような視覚とは異なる。
目を見ると黒い点が見えるが、反射の加減で見えているだけである。この黒い点は、偽瞳孔と呼ばれる。
夜間でも見える構造を持つ。

## 捕食

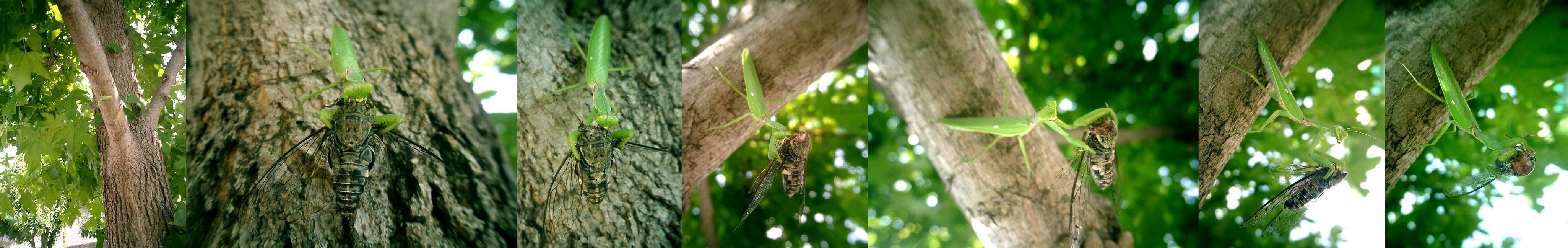
ツクツクボウシを捕食するハラビロカマキリ

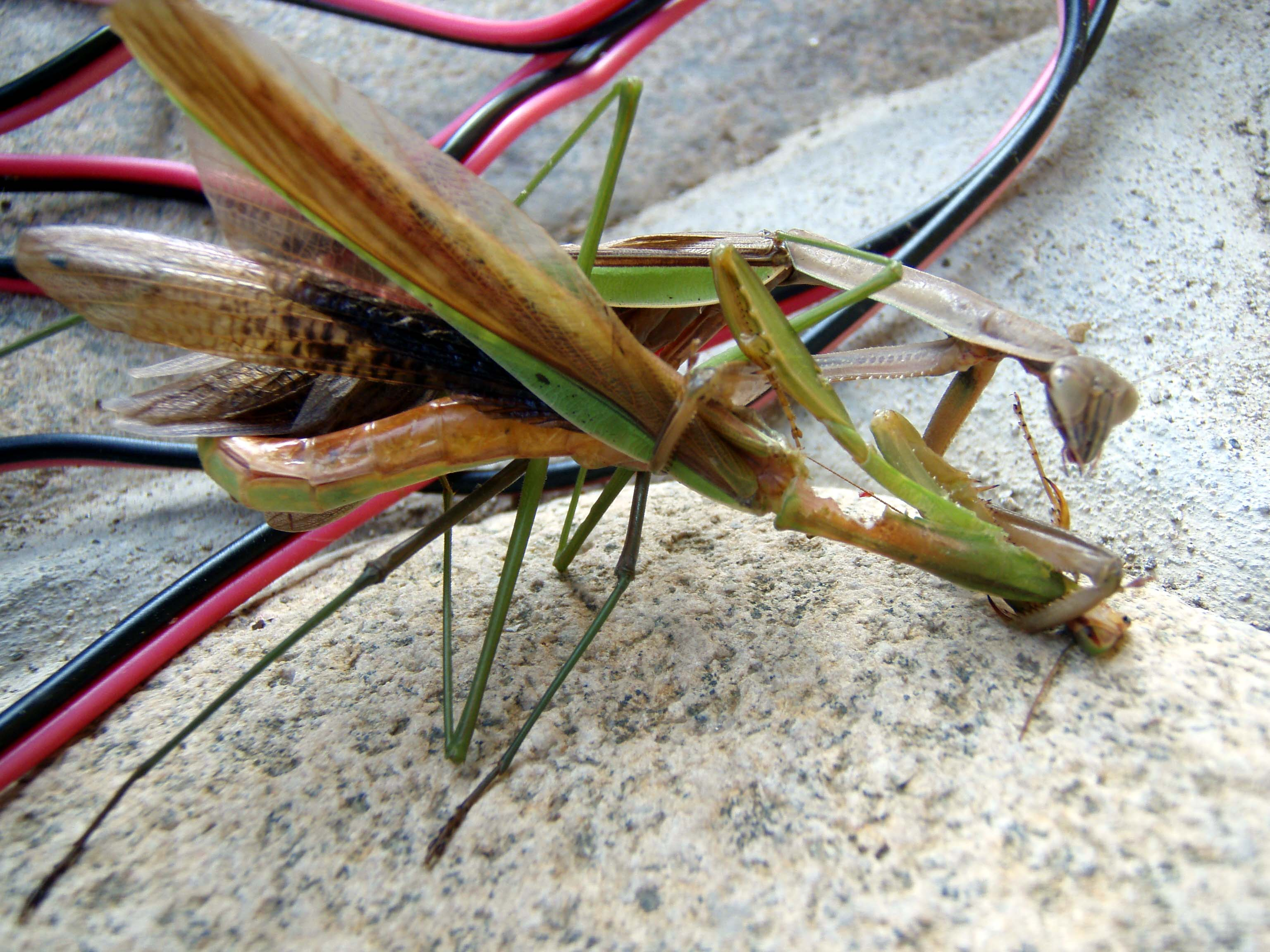
オオカマキリ 交尾の際にオスを捕食するメス

食性は肉食性で、自身より小さい昆虫や小動物を捕食するが、大きさによってはスズメバチやキリギリス、ショウリョウバッタ、オニヤンマなどの大型肉食昆虫や、ヘビ、クモ、オタマジャクシ、カエル、トカゲ、ヤモリ、ミミズ、小鳥、ねずみ、メダカ、熱帯魚、小魚、ナメクジなどの昆虫以外の様々な小動物を捕食することもある。また、獲物が少ない環境では共食いすることもある。捕食するのは生き餌に限られ、死んで動かないものは基本的に食べない（動かないものを獲物としてほぼ認識しない。飼育下では、餌を動かすことによってカマキリが興味をもてば掴んで食べる）。捕食の際は鎌状の前脚で獲物を捕えて押さえつけ、大顎でかじって食べる。食後は前脚を念入りに舐めて掃除する。
獲物を狙う時には、体を中脚と後脚で支え、左右の前脚を揃えて胸部に付けるように折りたたむ独特の姿勢をとって、じっと動かずに待ち伏せする。一方で天敵や自身よりも大きい相手に遭遇した場合は身を大きく反らして翅を広げ、前脚の鎌を大きく振り上げて威嚇体勢をとることがある。獲物を捕らえる際に体を左右に動かして獲物との距離を測ることが多い。獲物や捕食者に見つからないように何かに擬態した色合いや形態をしていることが多い。一般には茶色か緑色の体色で、植物の枝や細長い葉に似たものが多いが、熱帯地方ではカラフルな花びらに擬態するハナカマキリ、地面の落ち葉に擬態するカレハカマキリ、木の肌に擬態するキノハダカマキリもいる。

### 共食い
カマキリ類では、同じ種類でも体の小さいオスが体の大きいメスに共食い（性的な共食い）されてしまう場合がある。稀であるが交尾の際も共食いが行われ、オスはメスに不用意に近づくと、交尾前に食べられてしまうので、オスはメスに見つからないよう慎重に近づいて交尾まで持ち込む。飼育環境下では交尾前に食べられてしまうこともあるが、自然環境下では一般的に交尾の最中（もしくは交尾後）、メスはオスを頭から生殖器まで食べる（必ずしも食べられるわけではなく、逃げ延びるオスもいる）。
一般に報告されている共食いは、飼育下で高密度に個体が存在したり餌が不足したりした場合のものであり、このような人工的な飼育環境に一般的に起こる共食いと、交尾時の共食いとが混同されがちである。交尾時の共食いも、メスが自分より小さくて動くものを餌とする習性に従っているにすぎないと見られているが、詳しいことは未だ研究中である。
共食いをしやすいかどうかの傾向は、種によって大きく異なる。極端な種においてはオスはメスに頭部を食べられた刺激で精子をメスの体内に送り込むものがあるが、ほとんどの種のオスは頭部や上半身を失っても交尾が可能なだけであり、自ら進んで捕食されたりすることはない。日本産のカマキリ類ではその傾向が弱く、自然状態でメスがオスを進んで共食いすることはあまり見られないとも言われる。ただし、秋が深まって捕食昆虫が少なくなると他の個体も重要な餌となってくる。
オスがメスに食べられた場合は、その栄養でメスに食べられなかった場合よりも多くの子供が生まれると言えるが、カマキリのオスは生涯に複数回の交尾が可能なので、一匹のメスに食べられて自分の子孫の栄養となることが、自分の子孫をより多く残すために必ずしも有利とは限らない。オスがメスから逃げ切って別のメスと交尾することによって、複数のメスからより多くの子孫を残せるという場合もある。

## 生活史

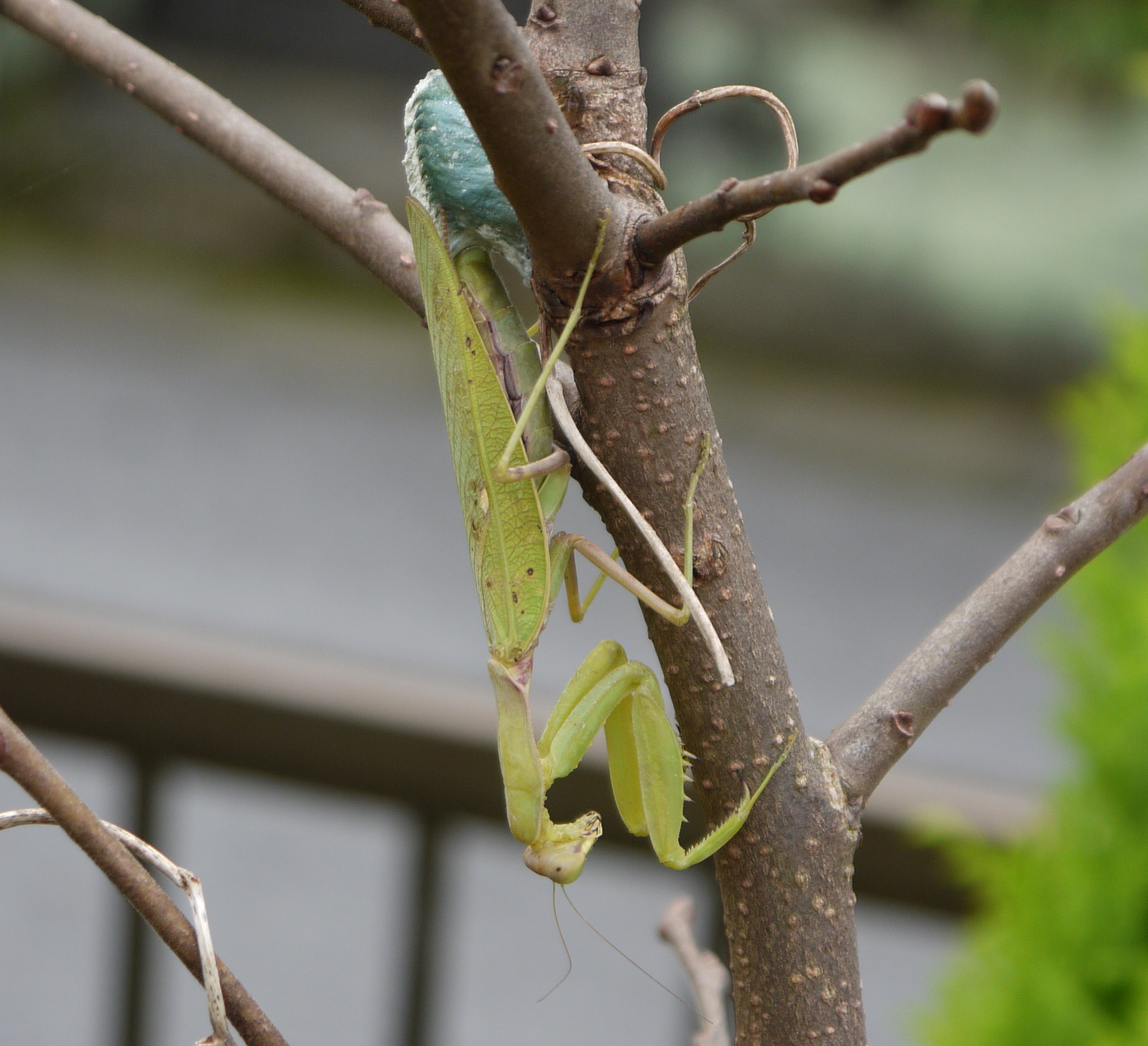
ハラビロカマキリの産卵

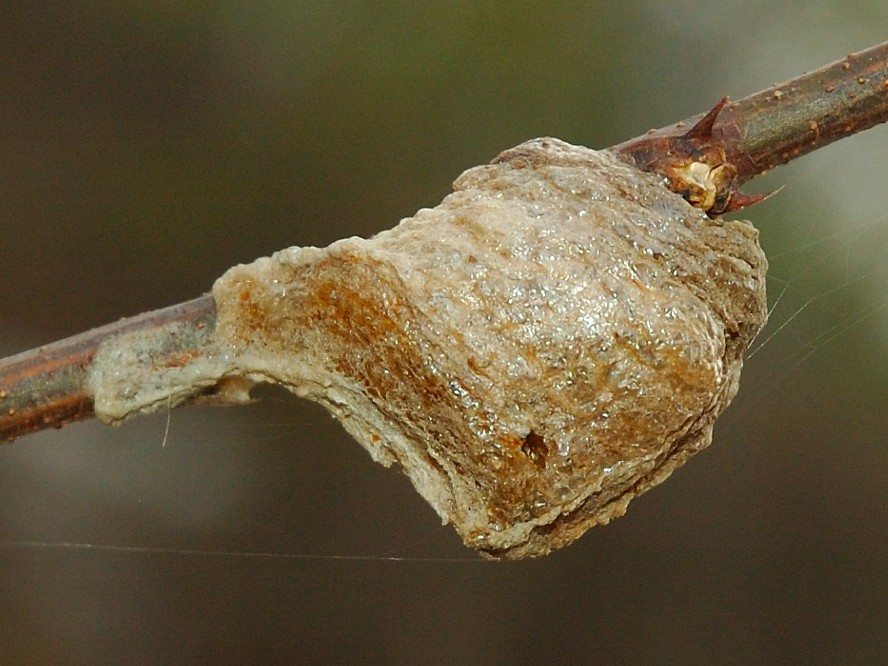
オオカマキリの卵鞘

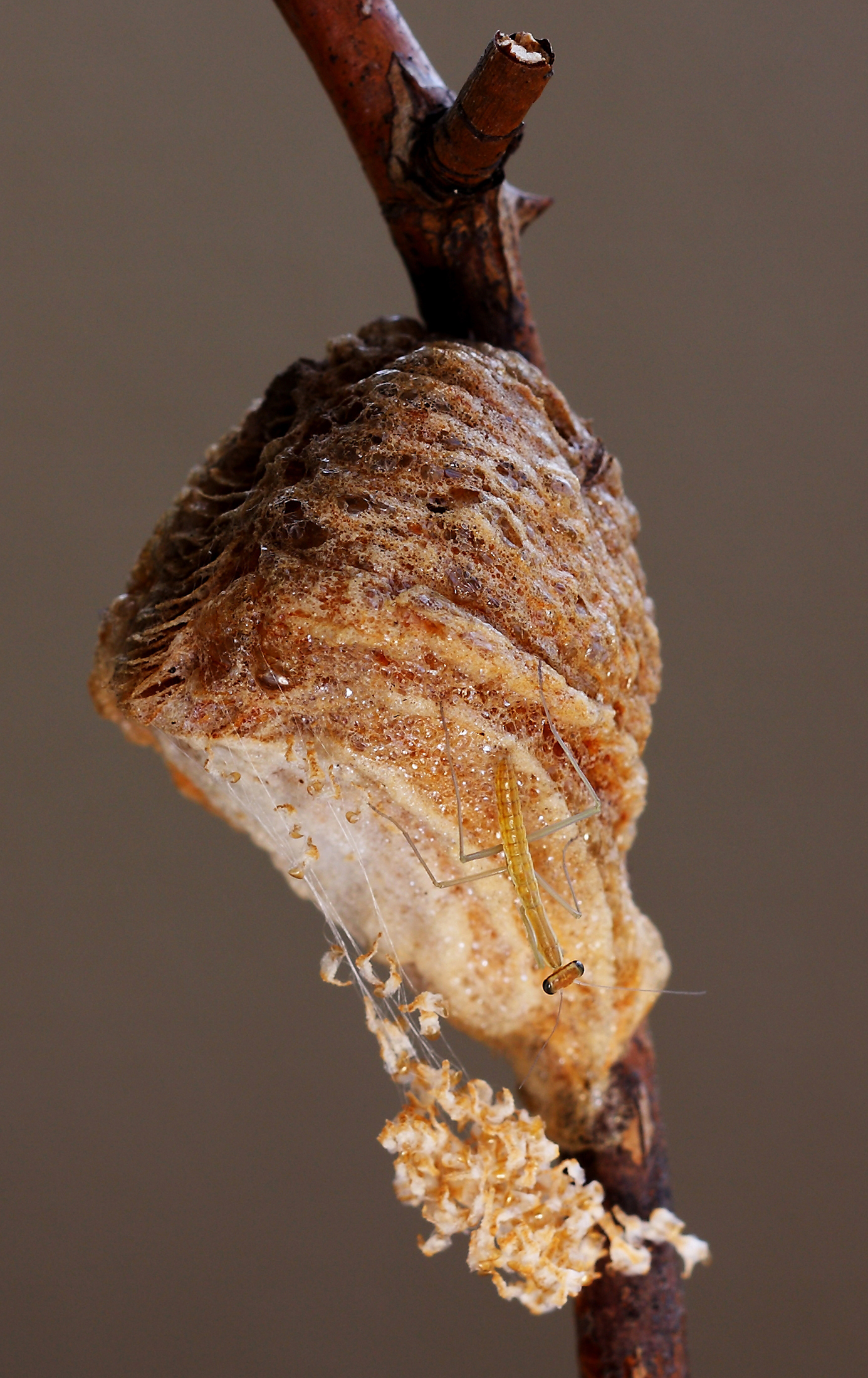
孵化した直後のオオカマキリ

カマキリは、卵 - 幼虫 - 成虫という不完全変態を行うグループである。
メスは交尾後に多数の卵を比較的大きな卵鞘（らんしょう）の中に産み付ける。卵鞘は卵と同時に分泌される粘液が泡立って形成される。大きさや形は種によって決まっている。1つの卵鞘には数百個前後の卵が含まれ、1頭のメスが生涯に数個程度の卵鞘を産む種が多い。卵は卵鞘内で多数の気泡に包まれ、外部からの衝撃や暑さ寒さから守られる。卵鞘は「螵蛸」「䗚蟭」（おおじがふぐり）という別名をもち、これは「老人の陰嚢」の意味である。また、雅語として桑螵蛸とも呼ばれる。
卵から孵化した幼虫は薄い皮をかぶった前幼虫（ぜんようちゅう）という形態であり、脚や触角は全て薄皮の内側にたたまれている。前幼虫は体をくねらせながら卵鞘の外に現れ、外に出ると同時に薄皮を脱ぎ捨てる最初の脱皮を行う。
前幼虫からの脱皮を終えた幼虫は、体長数ミリメートル程度しかないことと翅がないことを除けば成虫とよく似た形態をしている。1齢幼虫はまずタカラダニ、トビムシ、アブラムシなど手近な小動物を捕食するが、この段階ではアリは恐ろしい天敵の一つである。体が大きくなるとショウジョウバエなどを捕食できるようになり、天敵だったアリも逆に獲物の一つとなる。このようにして、ひとつの卵鞘から孵化した数百匹の幼虫も、脱皮に失敗したり、天敵に食べられたりなどの影響で、成虫になれるのはわずか数匹だけである。種類や環境にもよるが、幼虫は1日1匹の割合で獲物を捕食し、成虫になるまでに数回の脱皮を行う。充分に成長した幼虫は羽化して成虫となる。成虫の寿命は数か月ほどだが、この間にも獲物を捕食して卵巣など体組織の成熟を図る。

## 分類
- カマキラズ科 Chaeteessidae - 南アメリカに分布。名のとおり鎌をもたない。カカトアルキ類とガロアムシ類の特徴を混ぜ込んだような姿であって、腹端の尾肢が長い。
- ケンランカマキリ科 Metallyticidae - 東南アジアに分布。体が平たく、やや寸胴体型。金属光沢をもつ。
- カマキリ科 Mantidae - 一般的なカマキリ類。日本産はヒナカマキリのような小型種から、オオカマキリのような大型種までが住む。
- ヨウカイカマキリ科 Empusidae - 複眼の間には複眼よりも大きな突起を有する。また、オスには櫛状またはへら状の触角がある。
- Mantoididae - 北米と南米に産する小型種のグループ。
- Amorphoscelidae - 地上で暮らす小型種グループ。動きが素早い。
- Eremiaphilidae - 乾燥地帯に住む小型種グループ。翅が退化している種が多い。
- ハナカマキリ科 Hymenopodidae - かつてはカマキリ科に含められていたが、ヒメカマキリ科に分けられたものの、後にハナカマキリ科に再度分類変更された。小型種が多い。
- コブヒナカマキリ科 Gonypetidae - 2019年に別科として新設。旧世界の熱帯地域を中心に分布。

## 日本産のカマキリ
日本には、カマキリ科、コブヒナカマキリ科、ハナカマキリ科に属する3科が生息している。種数については、厳密な分類が進んでいないこともあり、文献によって差があるが、およそ10～15種程度とされている。

### カマキリ科Mantidae
オオカマキリ

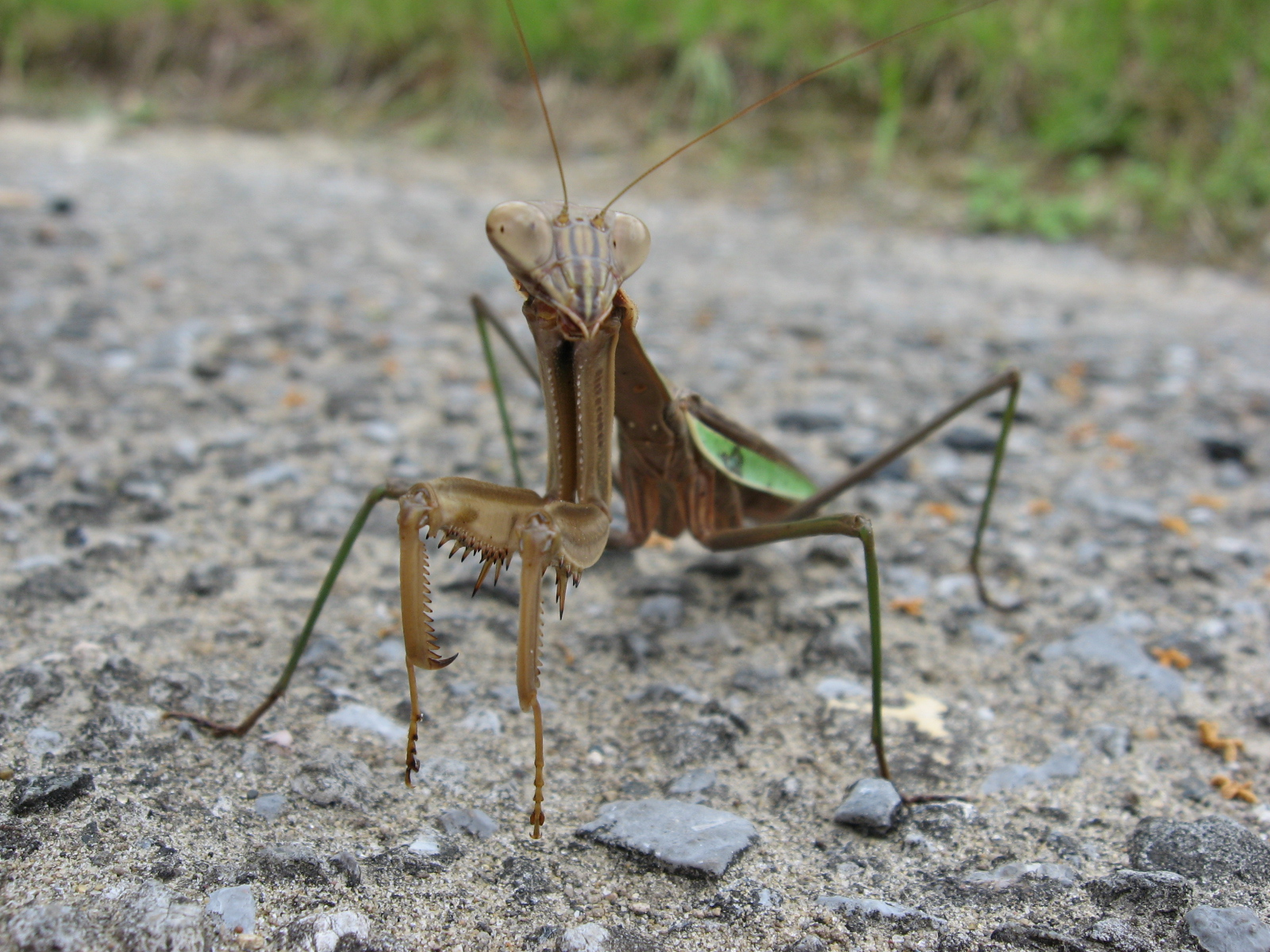
オオカマキリ（褐色型）

Tenodera aridifolia Stoll, 1813
体長：オス 68 - 90mm、メス 75 - 95mm
分布：北海道、本州、四国、九州、対馬、日本以外では朝鮮半島、中国、東南アジア
オキナワオオカマキリ（マエモンカマキリ）とともに日本最大級のカマキリであり、体色は緑色型と褐色型とが知られる。チョウセンカマキリやウスバカマキリとよく似ているが、後翅の付け根を中心とした大部分が暗紫褐色なので区別できる。前脚の内側に模様がなく、左右の前脚の間の胸は目立たない淡い黄色、または黄色斑紋上部縁側がエンジ色をしている。川原や林縁の草むらに生息する。以前はTenodera sinensisと亜種の関係にあるとされていたが、交尾器の形状の違いから別種であることが分かった。ただし、それぞれの種に対応した標準和名は、2024年1月の時点では名付けられていない。
Tenodera sinensis  Saussure, 1871
Tenodera aridifoliaと同所的に生息し、外見的特徴が極めて似ているため、判別は非常に難しい。上述したように、以前は    Tenodera aridifoliaと亜種の関係にあるとされていた。英語ではChinese mantisという名前で区別されることがある。『日本産直翅類標準図鑑』や『学研の図鑑LIVE（ライブ）昆虫 新版』では、オオカマキリの学名にTenodera sinensisを用いており、「オオカマキリ」という標準和名に対応する種はT.sinensisであるという見方が主流となりつつある。
チョウセンカマキリ（カマキリ） Tenodera angustipennis Saussure, 1869
体長：オス 65 - 80mm、メス 70 - 90mm
分布：北海道上川地方、本州（岩手県以南）、四国、九州、対馬、沖縄本島を含む南西諸島、日本以外では中国と朝鮮半島
単にカマキリとも呼ばれる。体色は緑色型と褐色型とがある。後翅の前縁部と中央に並ぶ暗褐色の短い筋を特徴とする。前脚の内側に模様はなく、左右の前脚の間の胸は山吹色をしている。

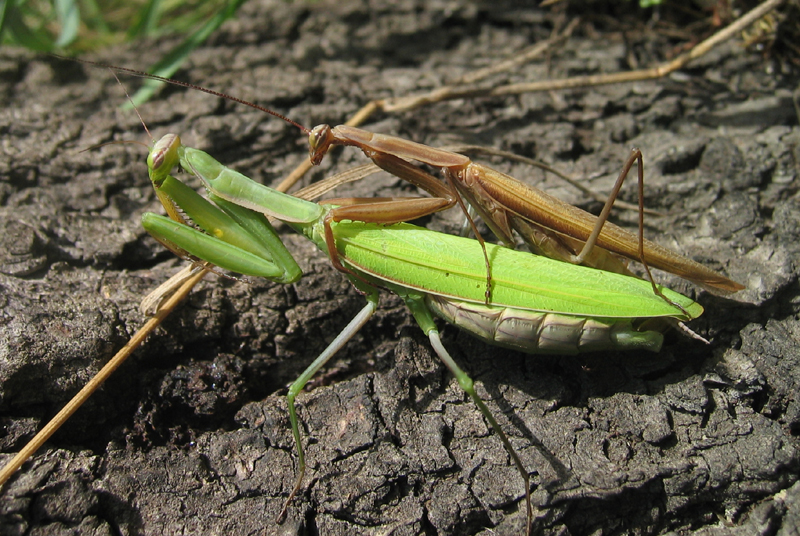
ウスバカマキリ（オーストリア産）

ウスバカマキリ Mantis religiosa Linnaeus, 1758
体長：オス 50 - 66mm、メス 59 - 66mm
分布：世界各地に分布。日本でも北海道南西部以南に分布する。欧州や、世界で一般に「カマキリ」と呼ばれるのは本種であり、ファーブルの『昆虫記』に登場する種（和名：オガミカマキリ）もこれに入るが、日本産の個体数はオオカマキリに比べて少なく、県によってはレッドリスト (RD) 指定を受けているほどであり、見つけるのは難しい。
体色は淡い緑色または茶色であり、複眼後部に黄色い横線模様が入っていて、前脚の基節内側に黒い楕円形紋がある。

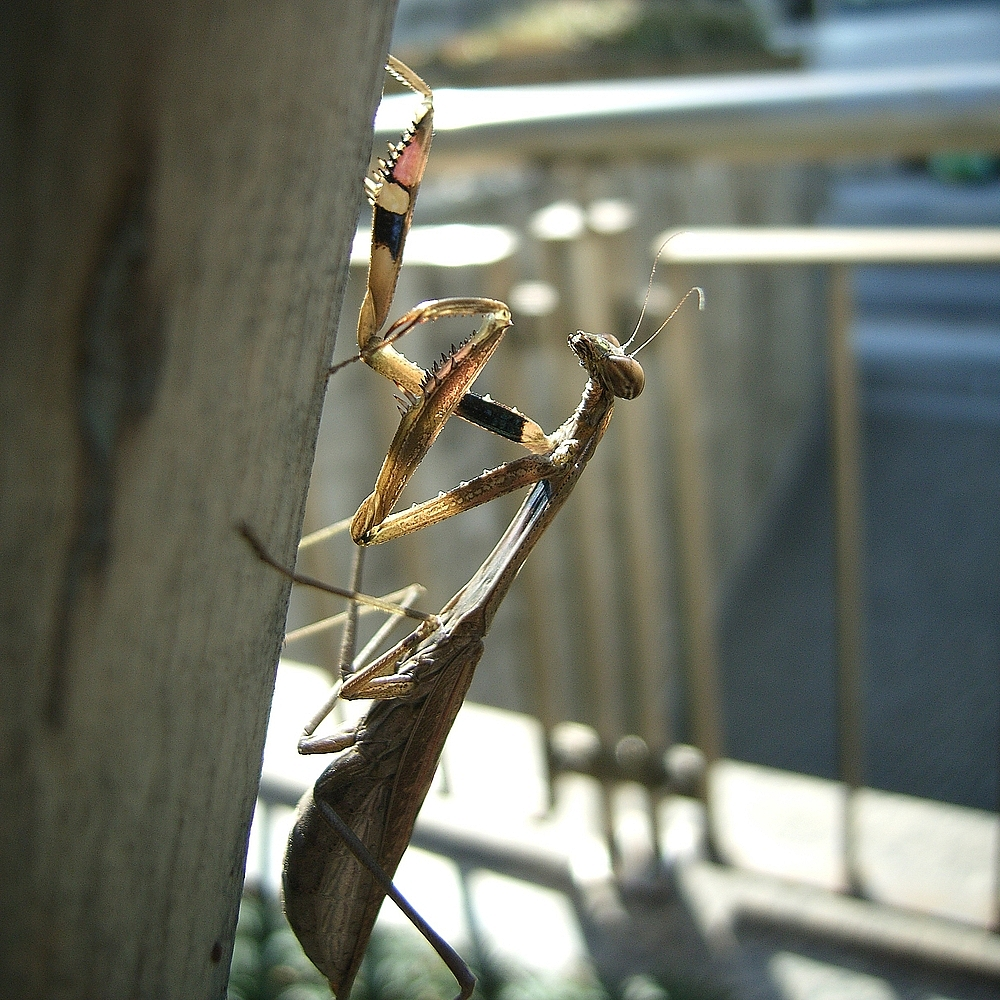
コカマキリ

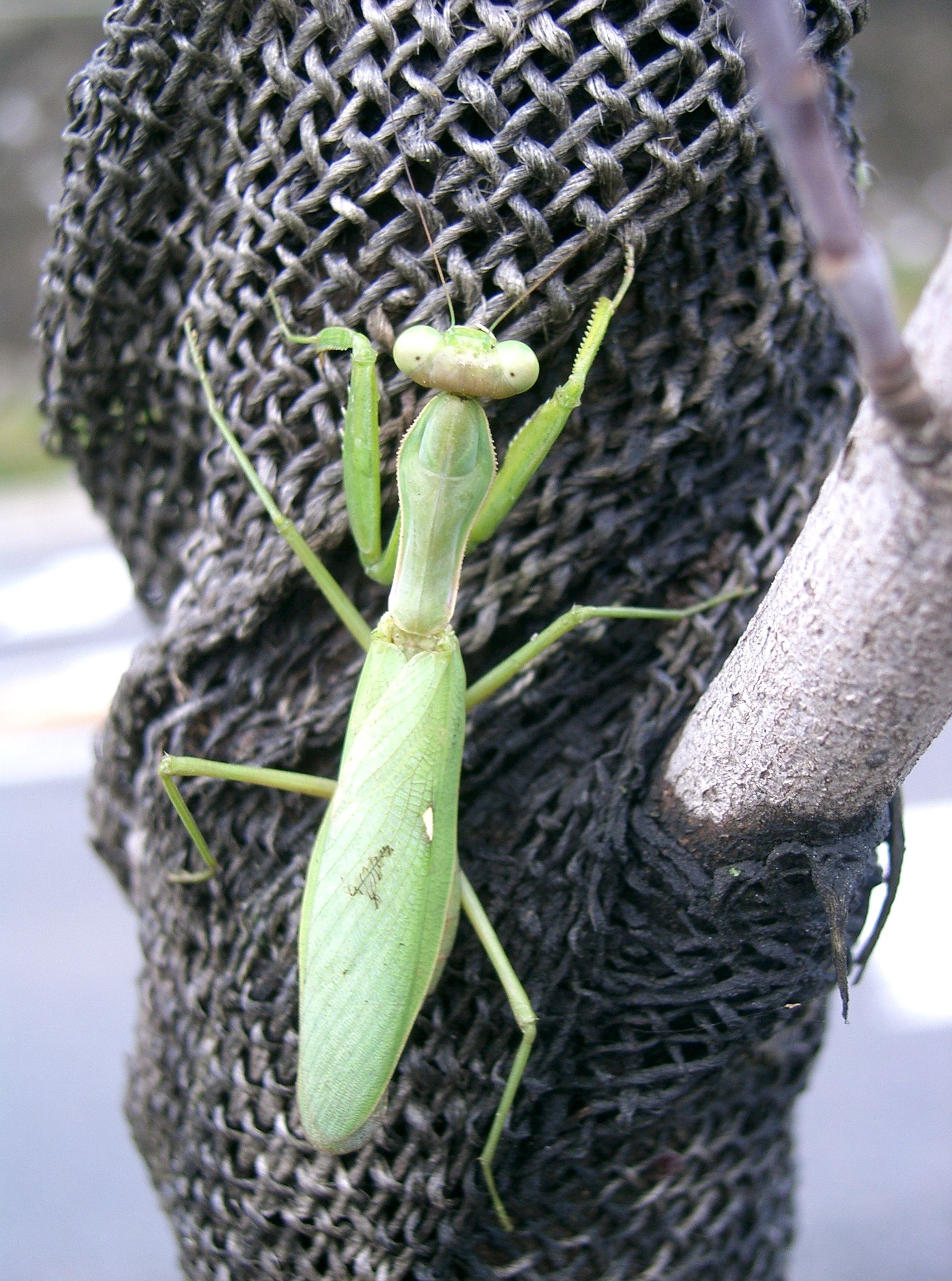
ハラビロカマキリ

コカマキリ Statilia maculata Thunberg, 1784
体長：オス 36 - 55mm、メス 46 - 63mm
分布：本州（青森県津軽地方以南）、四国、九州、対馬、日本以外では台湾など
小型のカマキリ。体色は褐色または薄い紫褐色だが、まれに緑色や赤褐色のものがいる。前胸腹板には黒色帯があり、前脚の基節と腿節内側にはそれぞれに黒い模様がある。林縁の草むらや河川敷の草が生い茂った場所に生息していて、地上性が強い。都市部にも生息している。
ハラビロカマキリ Hierodula patellifera Serville, 1839
体長：オス 45 - 65mm、メス 52 - 71mm
分布：東南アジアに広く分布する。日本では関東以南
通常は緑色型であり、前翅に白い斑点がある。前脚基節前縁に3から5ぐらいの突起がある。他のカマキリに比べ前胸が短く、腹部は幅が広く見える。樹上性であり、林縁の日当たりの良い木の上や開けた草原の樹上に生息している。少ないながら茶色も見られる。
ムネアカハラビロカマキリ Hierodula chinensis Werner, 1929
体長：オス 58 - 66mm、メス 59 - 80mm
分布：中華人民共和国の浙江省が原産と考えられている。2021年に韓国でも報告された。
学名はHierodula membranaceaあるいはHierodula venosaとされることもあるが、H. venosaは東南アジアに分布することから中国原産の個体群はHierodula chinensisとして扱われている。
日本では外来種として2010年以降全国各地で報告されており、中国から輸入した竹箒に卵鞘がついていたことが原因として挙げられている。
前胸の腹側に赤みがかかっている。また、前脚のカマの腿節（たいせつ）部分に黄色い小さなイボが8 - 9個ある。

### コブヒナカマキリ科Gonypetidae
ヒナカマキリ Amantis nawai Shiraki, 1911
体長：オス 12 - 15mm、メス 13 - 18mm
分布：台湾、日本では本州（山形県・関東地方）以南
褐色の非常に小型のカマキリ。翅は小さく鱗片状。台湾産のものには翅が長くなる個体があるのが知られているが、日本国内では見つかっていない。胸部背面の中央にこげ茶色の縦筋がある。森林の落ち葉の上に生息する。また、建物の壁面にも見られる。
地上で生活するので、茶色や黒といった枯れ葉や土に似せた色合いの個体しか見られない。

### ハナカマキリ科Hymenopodidae

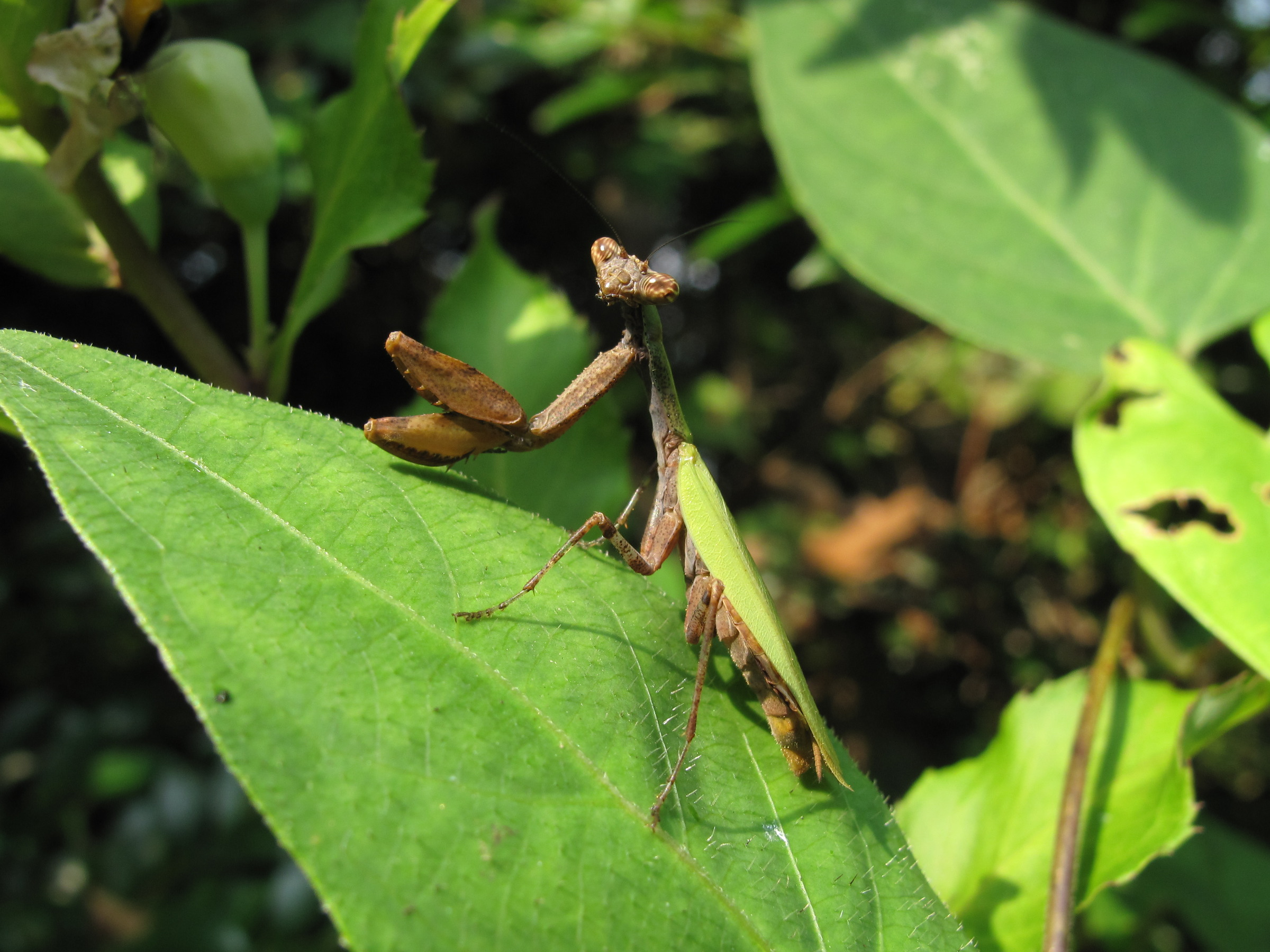
ヒメカマキリ

複眼は大きく横または上方に突き出す。複眼の間には複眼よりも小さな突起がある。
ヒメカマキリ Acromantis japonica Westwood, 1849
体長：オス 25 - 33mm、メス 25 - 36mm
分布：本州（西日本）、四国、九州、対馬、屋久島
樹上性で小型のカマキリ。緑色型と褐色型とが存在。オスの羽は黒っぽく艶があるが、メスは艶があまりなく褐色に濃い褐色で斜めの縞模様がある。後翅が長くて前翅よりも後ろにはみ出し、その両側がとがる特徴がある。この科の幼虫は腹部を持ち上げるような格好が多く見られるが、コカマキリの初齢やハラビロカマキリにも見られるので、本科だけの特徴ではない。明かりにも飛来する。
体が小さい分動きが素早く、追い詰められると他のカマキリにはあまり見られない擬死行動を採る。ほとんどの体色は、オオカマキリの褐色型のような色。
サツマヒメカマキリ Acromantis satsumensis Matsumura, 1913
体長：オス 29-34mm，メス 30-36 mm．
分布：本州南西部、四国、九州、南西諸島
ヒメカマキリとよく似た外見だが、本種のほうがわずかに大型であり、中・後脚脛節の突起（葉状突起）が大きい。また、分布域が南西に偏っており、2017年時点での北限は近畿地方である。幼虫の状態で越冬し、5月-7月に成虫が出現するのも本種の特徴である。

### 記録が少ない種
ナンヨウカマキリ Orthodera ministralis Wood-Mason
体長：オス 36mm ほど、メス 39mm ほど
分布：オーストラリアを原産とする。外来種として小笠原諸島に少数が存在する。
ムナビロカマキリ
体長：オス 74 - 88mm、メス 68 - 92mm
分布：南西諸島
卵嚢はチョウセンカマキリとほぼ同型。体全体が太く頑丈で外観はオオカマキリに似ているが、体の各部特徴はチョウセンカマキリに同じ。
オキナワオオカマキリ（マエモンカマキリ） Tenodera fasciata
体長：オス 77 - 101mm、メス 93 - 105mm
分布：奄美群島（徳之島以南）から八重山諸島にかけて分布。
緑色型と褐色型とがある。緑色型の頭楯や上唇は黄色または黄色味が強い。メス緑色型の前胸背面は、背中線を中心に赤褐色が顕著に現れる場合が多い。前脚の内側に模様はなく、左右の前脚の間の胸は周りと同色。卵嚢はオオカマキリに似ているが、より大型であまり角ばらず楕円に近い。
ヤサガタコカマキリ Statillia apicalis
体長：オス 36 - 40mm
分布：八重山諸島
緑色型やメスは未知。前胸は短めで体形は華奢。前脚紋の違うコカマキリ。
スジイリコカマキリ Statillia nemoralis
体長：オス 41 - 51mm、メス 50 - 57mm
分布：沖縄諸島と八重山諸島。宮古諸島からは記録がない。
褐色型と緑色型がある。前脚紋の違うコカマキリ。
オガサワラカマキリ Orthodera sp.
肩が尖った小型のカマキリ。ナンヨウカマキリと同じ種類かどうかは不明。

## 日本以外に生息するカマキリ

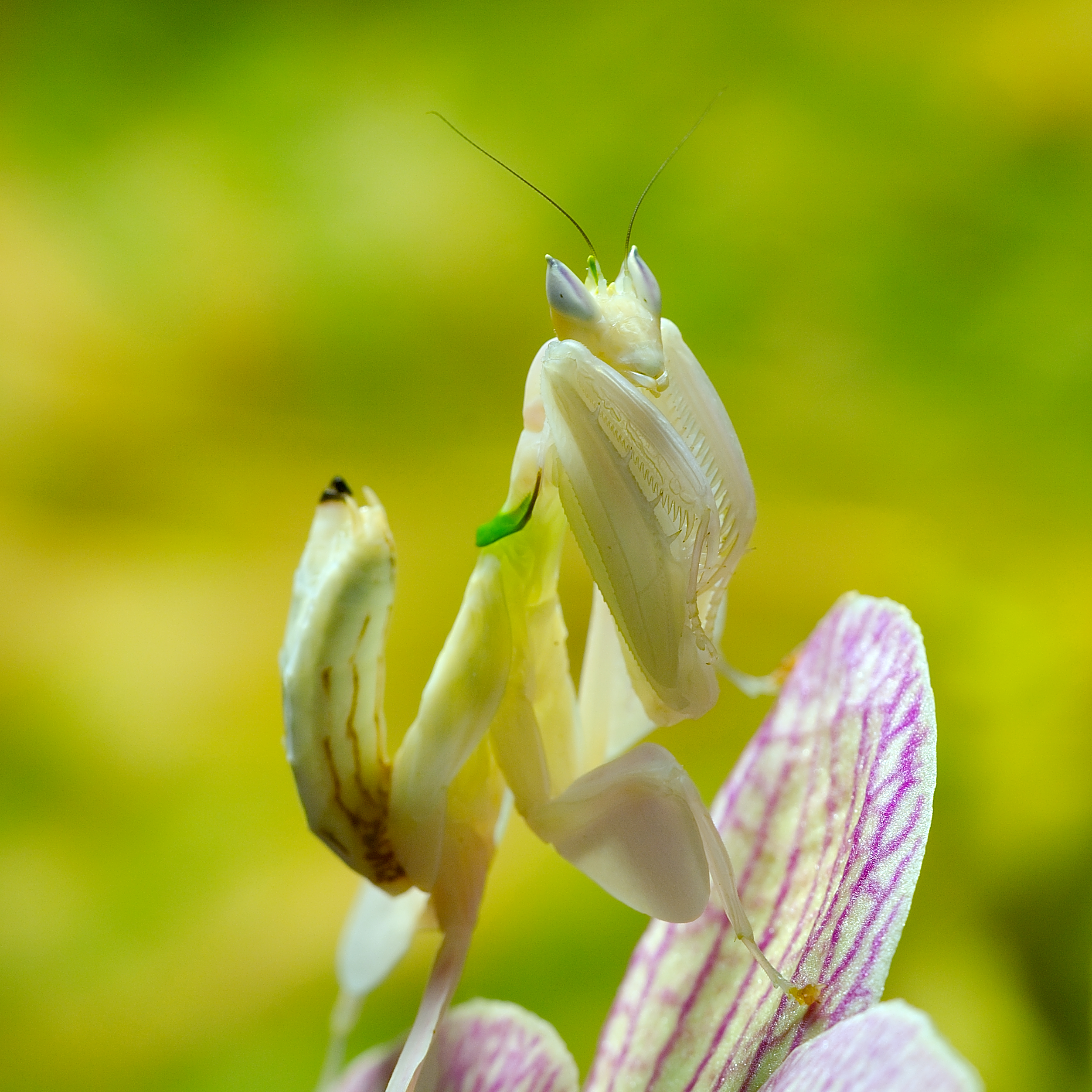
ハナカマキリの幼虫

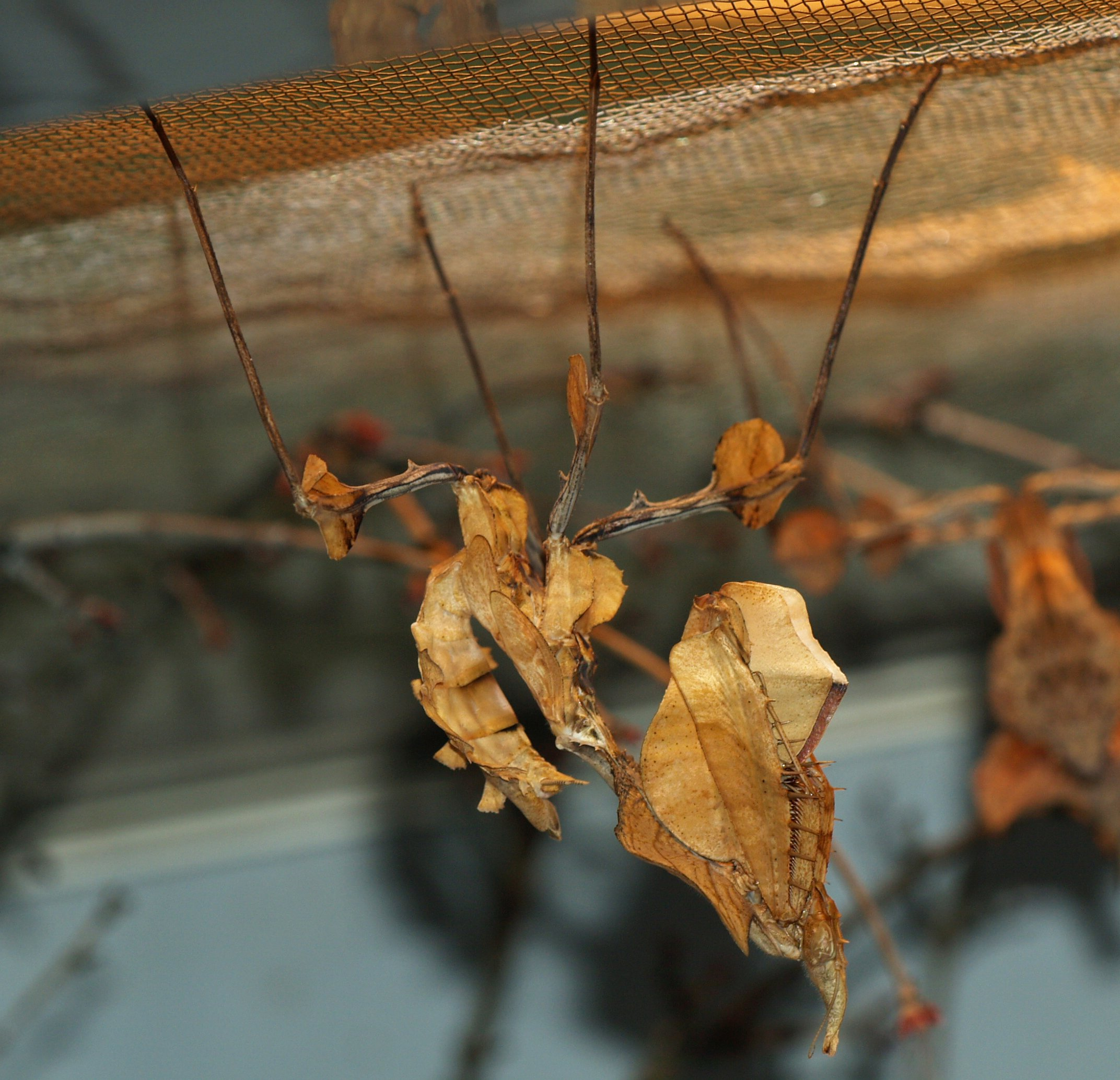
ニセハナマオウカマキリ（幼虫）

日本産と同様に草や枯葉に擬態し、緑色や茶色の体色をしたものがほとんど。一部には、通常のカマキリとは異なる体型であって、鮮やかな花や枯れ枝、落ち葉に擬態した種類が存在する。
ハナカマキリ Hymenopus coronatus Oliver, 1792
分布：東南アジア
1齢幼虫は花には似ておらず、体色は赤と黒の2色からなり、同地域の肉食性のカメムシの1種に似るベイツ型擬態と見られる。2齢幼虫は脚の腿節が水滴型に平たくなり、体色もピンクや白であって、ラン科の花に体を似せていて、英名もOrchid Praying Mantis（ランカマキリ）と呼ばれる。擬態をしている昆虫として代表的なものである。ただし、成虫になると体が前後に細長くなってカマキリらしくなり、あまりランの花には似なくなる。日本の近縁種であるヒメカマキリとは性質が大きく異なり、共食いもする。オスは体長3cmほどであり、7cmほどあるメスの半分にも満たない。

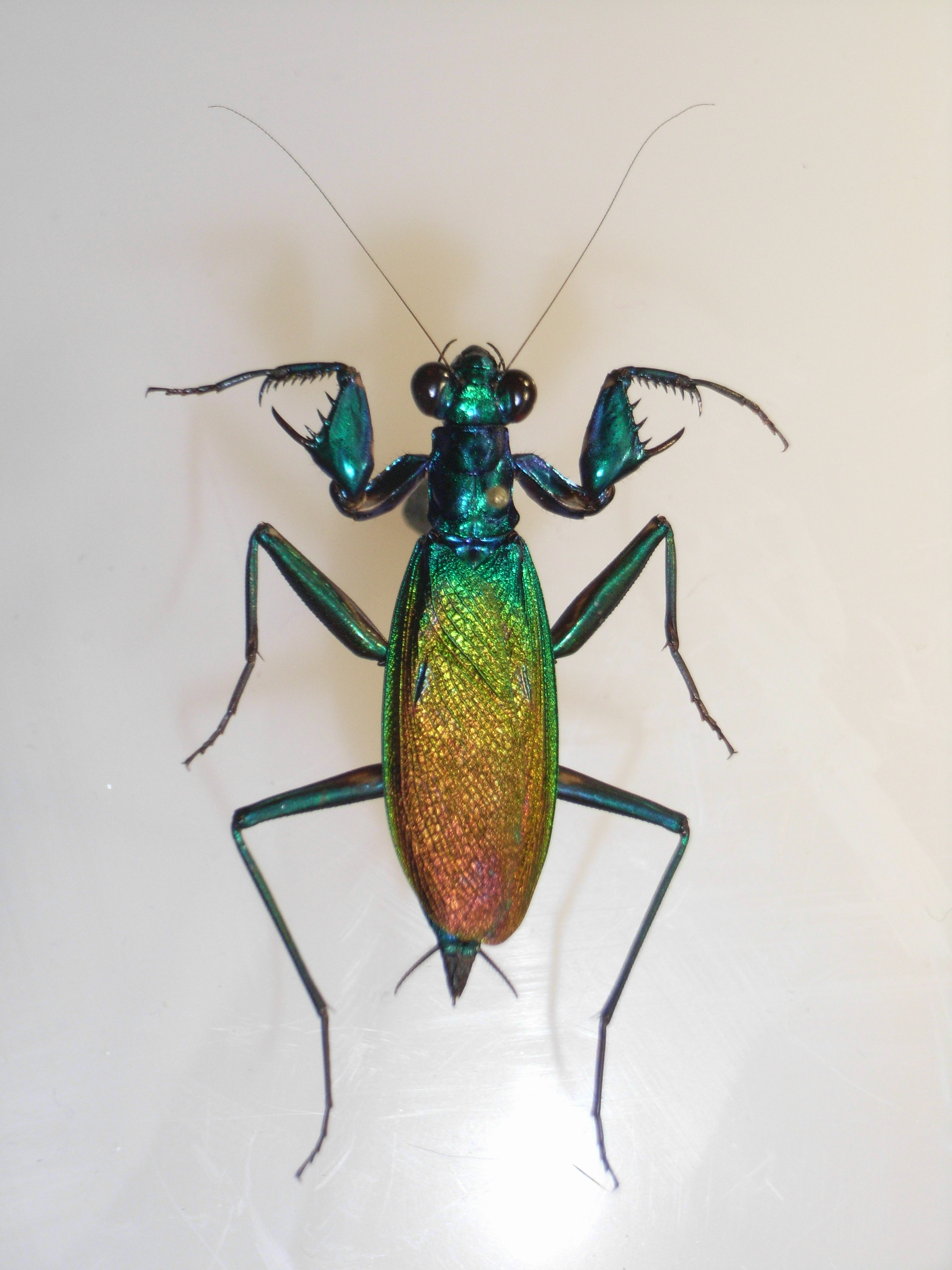
ケンランカマキリ

ケンランカマキリ Metallyticus splendidus
分布：東南アジア
「ハンミョウカマキリ」とも呼ばれるようにハンミョウのような金属光沢の緑色の体色が特徴であり、世界一美しいカマキリといわれる。
ゴキブリのように素早く動き、メスは緑の地色に赤が混じり、オスは青が入る。
オオカレエダカマキリ Paratoxodera cornicollis
分布：東南アジア
枯れ枝のような細長く茶色い体の所々に葉に似せた鰭状のものがついている。ドラゴンマンティスとも呼ばれるが、こちらの呼称は世界最大級の種を含むToxodera属に充てられる場合もある。
マレークビナガカマキリ Euchomenella heteroptera De Haan, 1842
分布：東南アジア
和名の通り、首（前胸）が長い。外敵の気配を感じると、前肢を伸ばして枯れ枝に擬態する。
ボクサーカマキリ Astyliasula sp. 英名 Boxer Mantis
分布：東南アジア
体長3cm程度。近縁種も小型種が多く、体に比べて前肢が太くカマが円盤状で厳ついところがボクサーグローブに似て、体を起こすと、ファイティングポーズを採るボクサーに似ることからこの名がある。ハナカマキリ科のグループであり、日本のヒメカマキリはハナカマキリよりはこちらに近く、体色も似ている。
カレハカマキリ Deroplatys spp.
分布：東南アジア
前胸背板が左右に広がっていて落ち葉によく似ている。落ち葉に覆われた森林の地上に生息すると思われがちであるが、実際には樹幹や木本に絡まった枯葉などに付いていることが多い。
キノハダカマキリ Theopompa sp.
分布：東南アジア
樹皮に擬態するコブヒナカマキリ科のグループ。体が平たく、木の幹を素早く走る。
ニセハナマオウカマキリ Idolomantis diabolica
分布：中央アフリカから南アフリカにかけて。
アフリカに生息するカマキリでは大型の部類に入る美麗種で、上から見ると薄緑色の体色だが、腹側から見ると鮮やかな赤と青が混じった目玉模様や脚が目立つ派手な色彩をしている。
英語で「デビルフラワーマンティス（悪魔の花蟷螂）」と呼ばれるが、派手な色の成虫とは対照的に、幼虫は地味な茶褐色で、枯れ葉などに擬態している。体長13cmほど。
アフリカメダマカマキリ Pseudocreobotra wahlbergii
分布：アフリカ大陸 赤道付近から南端にかけての広域
体色はハナカマキリに似て白い。前翅に大きな目玉模様がある。
マルムネカマキリ（コノハカマキリ） Choeradodis sp.
分布：中南米
中南米一帯に暮らすカマキリ。名前のとおり胸が円形をしている。全体的に見ると木の葉そっくりに見える。体長10cm。
アフリカオオカマキリ Sphodromantis viridis African mantis, giant African mantis, bush mantis.
分布：アフリカ大陸
アフリカに分布する大型種で、成虫は12cm近くに達する。ペットとしても有名。
インドオオカマキリ Hierodula tenuidentata giant Asian mantis
分布：インド〜東南アジアに広く分布
体長8〜12cmになる大型種。インドで、このカマキリが川辺や池で 小魚を捕らえて食べる行動 が観察・報告されている。
コーンヘッドマンティス（ヨウカイカマキリ）Empusa pennata conehead mantis
分布：南ヨーロッパ（スペイン、ポルトガル、イタリア、フランス南部など）〜北アフリカ
オスで約6〜7cm、メスで8〜10cmほど、頭部に「角（触角とは別の突起）」のような冠がある。
ユウレイカマキリ Phyllocrania paradoxa Ghost mantis
分布：アフリカ大陸の広い範囲（マダガスカルからサハラ以南アフリカ）
オスで約4cm、メスで約5cm程度（カマキリの中では小型〜中型）

## 人間との関わり

### 文化

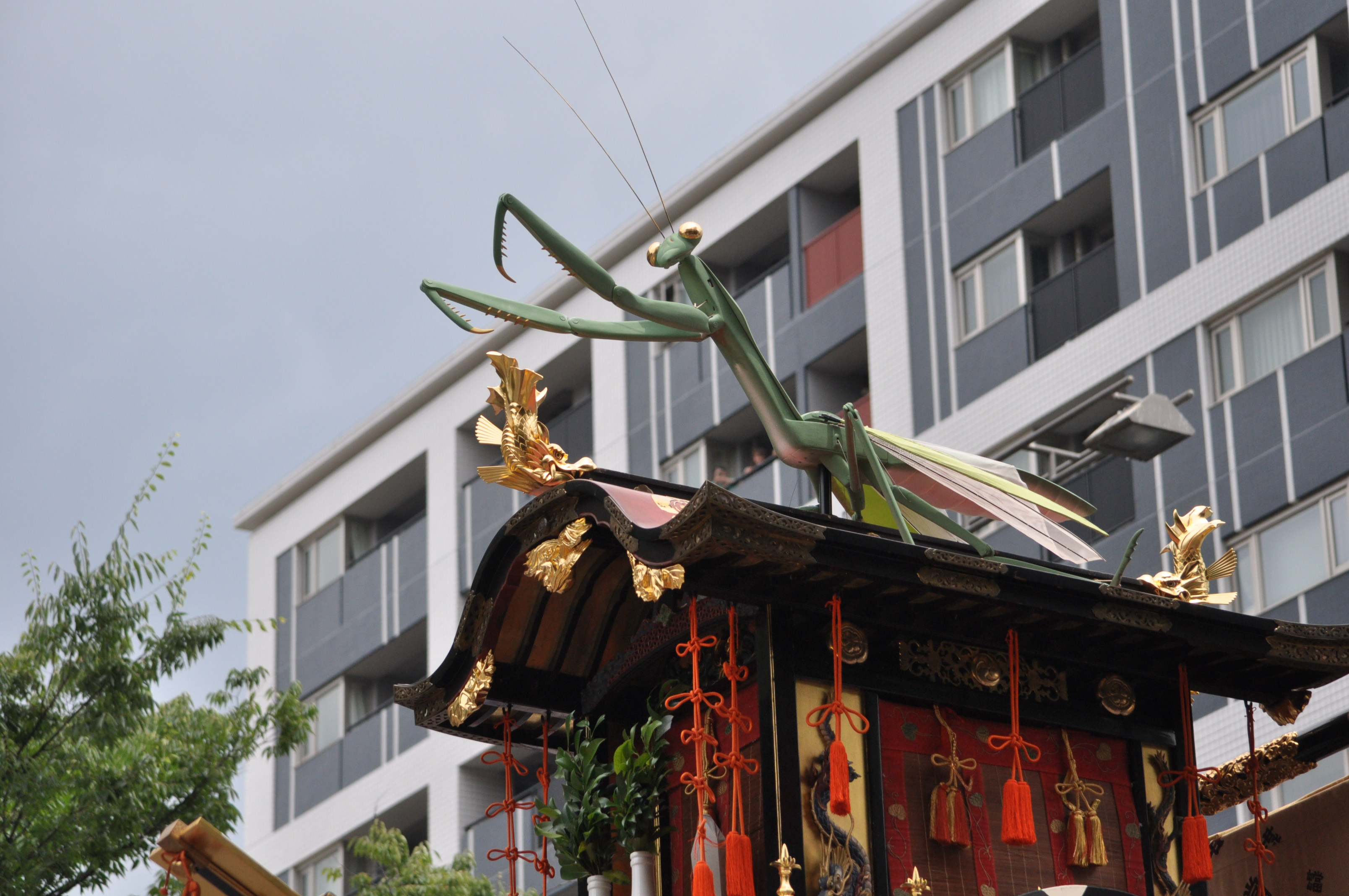
祇園祭の蟷螂山

カマキリの特殊な姿や行動は、古くから多くの人間に観察されていて、前脚を持ち上げて待ち伏せする姿を祈っているようだと見て、日本では俗に拝み虫（おがみむし）とも呼ばれる。また斧虫（おのむし）ともいう。
カマキリ類の学名は、ギリシア語の名前 mántis に由来し、mántis は、「予言者」の意味でもある。これは、英名のmantis、mantidの元にもなっている。英語では、praying（祈る） mantisとも呼ばれる。また、さらにはその生態から同音語のpreying（捕食する） mantisとの混乱も見られる。
韓詩外伝に「蟷螂の斧（とうろうのおの）」という故事がある。斉国の君主だった荘公はある日、馬車で出かけたが、道の真ん中に一匹のカマキリがいて、逃げださず前足をふりあげて馬車に向かってきた。荘公はその勇気を賞して、わざわざ車の向きを変えさせ、カマキリをよけて通ったという。国君が一匹の虫に道を譲ったこの故事は日本に伝来し、カマキリは勇気ある虫とされ、戦国期の兜には、カマキリの立物を取りつけたものがある。現在の日本では意味が転じ、己の無力を知らない無謀さを揶揄する場合に用いる。祇園祭では「蟷螂の斧」の故事を元とした「蟷螂山」という山鉾があり、からくり仕掛けで動くカマキリが載っている。
- 1995年（平成7年）7月4日発売の700円普通切手の意匠に酒井抱一の『四季花鳥図巻』のカマキリが採用された。
- 中国ではカマキリの動きを真似たという蟷螂拳という武術が現在まで伝わっている。
- ギリシア神話にはメスカマキリを意味するエンプーサという怪物が登場する。
- ポルノ映画『五月みどりのかまきり夫人の告白』などのように、「男を食い殺す悪女」の象徴としてカマキリのイメージを重ね合わせる使用例もある。
- カマキリの特徴的な容姿と生態から、目付きが悪く細身の姿で、陰険かつ嫌味な性格の人物を男女問わず「カマキリ」と揶揄する例がある。

### カマキリの雪予報
カマキリがその年の積雪量を予測し、雪に埋もれない高さに卵鞘を産み付けるという「カマキリの雪予報」は、雪国を中心に長く伝承されてきた民間説である。工学博士の酒井與喜夫は、新潟県などでカマキリの卵鞘の高さと最大積雪深の相関を長年観察し、「カマキリは積雪を予測している」とする研究を発表した。この説は一時、学術界やマスメディアでも取り上げられ、広く知られることとなった。
しかし、弘前大学名誉教授で昆虫学者の安藤喜一は、野外調査や実験を通じてこの説を科学的に否定した。安藤によると、カマキリの卵鞘が積雪より高い位置に産み付けられる傾向はなく、卵鞘の高さは主に産卵場所となる草の丈や樹木の高さに依存している。また、実際には多くの卵鞘が雪の下で越冬し、雪に埋もれていても問題なく孵化することが実証されている。安藤は、こうした科学的根拠をもとに「カマキリの雪予報」は誤りであると結論付けた。また、昆虫写真家の海野和男も、雪に完全に埋もれた状態のカマキリの卵鞘を観察しており、積雪予測との相関には懐疑的な見解を示している。

### 飼育
肉食性のうえ、共食いもするので、単独飼育が基本である。オオカマキリやチョウセンカマキリなどの大型種は、特に累代飼育が難しい。野生下においては、関東以西ではオス個体は10月の中旬〜下旬頃、メス個体は11月の上旬〜下旬まで見られる。飼育下では、餌やり・温度管理をすればメス個体の場合12月下旬頃までは飼育できる。大人の指でも、はね除け、傷つけてしまうほどの強い力と好戦的な性質をもつ。
死んで動かない餌は食べない。餌が動かないでいると顔を近づけて観察し、前脚で触って生きているかどうかを確認する。飼育において購入することのできる主な生き餌は、ヨーロッパイエコオロギ・フタホシコオロギ・ミールワームなど。ただし、死んでいても動けば餌と認識するようであり、ソーセージやハム、ゆで卵や鰹節やするめ、キャットフードやドッグフード、かまぼこやちくわ、カニカマや魚肉ソーセージ等の魚肉練り製品、魚や生肉の切り身などを、ピンセットや割り箸などで口元で動かせば捕食する。

### 卵鞘
中国の伝統医学では、カマキリの卵鞘を乾燥させたものを「桑螵蛸（そうひょうしょう）」と呼び、漢方薬の材料として古くから用いられてきた。頻尿や夜尿、尿失禁などに対して抗利尿作用があるとされる。また、昆虫食の文脈では、タンパク質や脂肪、食物繊維、鉄、カルシウムなどを含む。
農家では、カマキリは生物的防除を持つ益虫であるため、卵鞘をカラスなどの鳥に食べられないよう、孵化するまで野外の冷暗所に保管する。

## 関連文献
- 宮武頼夫・加納康嗣編著『検索入門セミ・バッタ』保育社、1992年。ISBN 4-586-31038-3。